# 新海征治
新海征治（日语：／ Shinkai Seiji ?，1947年9月27日—），日本化学家，工學博士，九州大學名誉教授。文化功勞者。
新海教授是分子機器先驅之一，2000年至2009年間擔任《应用化学 (期刊)》顧問委員會的委員。

## 首創分子機器
1970年首創分子機器，闡明了分子識別機制，推進分子機械系統的建立。比如奈米比例的機器製造及微電子的大幅度發展，以及有關分子自我集合的先驅性研究。荷蘭化學家伯纳德·费林加曾於1980年代專程赴日向新海教授取經。
新海教授於2013年獲得湯森路透引文桂冠獎，被預測將與喬治·懷特塞茲、弗雷澤·斯托達特分享諾貝爾化學獎。2016年，前述的斯托達特、费林加與让-皮埃尔·索瓦日3人成為諾貝爾化學獎得主，新海並未獲獎。

## 生平
1947年9月27日，新海征治誕生於日本福岡縣。1967年九州大學工學部畢業，1972年取得工學博士學位（九州大學）。同年擔任九大工學部講師，並成為加州大學聖塔芭芭拉分校博士後研究員。
1975年返回日本，擔任九州大學工學部副教授，翌年轉任長崎大學工學部副教授。1987年回任九州大學工學部副教授，翌年升任教授。2008年自九大退休，擔任崇城大學教授、九州大學名誉教授、九州尖端科學技術研究所所長。
2009年10月擔任九州大學高等研究院（提供給諾貝爾獎級退休教授的研究機構）特別主幹教授。

## 榮譽
- 1978年 - 日本化學會進步獎
- 1998年 - 伊薩特·克里斯滕森獎（英语：Izatt-Christensen Award）[4]
- 1999年 - Becker Lecture Award[5]
- 2002年 - Vielberth Lectureship Award[5]
- 2003年 - 日本化學會獎[5]
- 2004年 - 西日本文化獎[5]
- 2006年 - 東麗科學技術獎[5]
- 2013年 - 大和阿德里安獎（英语：Daiwa Adrian Prize）[6]
- 2013年 - 湯森路透引文桂冠獎
- 2014年 - Molecular Sensors & Molecular Logic Gates （页面存档备份，存于） (MSMLG) Award[5]
- 2017年 - 瑞寶中授章[7]
- 2018年 - 文化功勞者[8]

## 外部連結
- 新海 征治 | 九州大学グローバルCOEプログラム